# スカーレットレター
『スカーレットレター』（原題：주홍글씨）は、2004年公開の韓国映画。

## あらすじ
刑事ギフンには美しい妻スヒョンがいながらも愛人カヒとの情事を楽しんでいた。そんな彼に1件の殺人事件の捜査を任せられるが、捜査すればするほど迷宮入りしてしまう。その一方でギフンは妻が妊娠していることを知り、カヒとの関係を解消しようとするが、カヒもまたギフンの子を身ごもっていた。

## 登場人物
- イ・ギフン（ハン・ソッキュ）：刑事。妻スヒョンがいながらも愛人カヒと不倫をする。
- チェ・カヒ（イ・ウンジュ）：歌手。友人スヒョンの夫ギフンと不倫関係。
- ハン・スヒョン（オム・ジウォン）：ギフンの妻、オーケストラの演奏をしている。

## スタッフ
- 監督・脚本：ピョン・ヒョク
- 撮影：チェ・ヒョンギ
- 照明：カン・デヒ
- 音楽：イ・ジェジン

## 備考
- チェ・カヒが劇中歌っている曲はザ・コアーズの「夢の中で抱きしめて」（Only When I Sleep）である。
- これがイ・ウンジュの遺作となった。自殺の原因は本映画において、ベッドシーンを強要されたからだとする報道がされたが、事務所側はこれを否定しており、遺書は公表されていない。

## 関連商品
- スカーレット・レター（DVD-Video）AMUSE 2005年10月28日